# Jristina Ilieva
Jristina Ilieva –en búlgaro, Христина Илиева– (1971) es una deportista búlgara que compitió en halterofilia.
Ganó una medalla de bronce en el Campeonato Mundial de Halterofilia de 1990 y dos medallas de oro en el Campeonato Europeo de Halterofilia, en los años 1989 y 1990.

## Palmarés internacional
| Campeonato Mundial | Campeonato Mundial              | Campeonato Mundial | Campeonato Mundial |
| Año                | Lugar                           | Medalla            | Categoría          |
| ------------------ | ------------------------------- | ------------------ | ------------------ |
| 1990               | Sarajevo (Yugoslavia)           | Medalla de bronce  | +82,5 kg           |
| Campeonato Europeo |                                 |                    |                    |
| Año                | Lugar                           | Medalla            | Categoría          |
| 1989               | Mánchester (Reino Unido)        | Medalla de oro     | +82,5 kg           |
| 1990               | Santa Cruz de Tenerife (España) | Medalla de oro     | +82,5 kg           |